# Copala
Copala è un comune del Messico, situato nello stato di Guerrero.